# Roman Vopat
Roman Vopat (* 21. dubna 1976 v Litvínově) je bývalý český hokejový útočník. Ve své poslední sezóně aktivní hráčské kariéry 2010/2011 byl kapitánem týmu HC Benzina Litvínov. V současnosti (rok 2015) trénuje mladé talenty v Kanadě .

## Ocenění a úspěchy
- 2001 SM-l - Nejlepší střelec v oslabení
- 2002 SM-l - Nejtrestanější hráč
- 2008 HAll - Nejtrestanější hráč
- 2010 ČHL - Nejtrestanější hráč

## Prvenství

### ČHL
- Debut - 29. října 1993 (HC Vajgar Jindřichův Hradec proti HC Chemopetrol Litvínov)
- První gól - 13. září 2005 (HC Sparta Praha proti HC Energie Karlovy Vary, brankáři Romanu Čechmánkovi)
- První hattrick - 13. září 2005 (HC Sparta Praha proti HC Energie Karlovy Vary)
- První asistence - 24. září 2005 (HC Oceláři Třinec proti HC Sparta Praha)

### NHL
- Debut - 7. října 1995 (Washington Capitals proti St. Louis Blues)
- První gól - 4. listopadu 1995 (San Jose Sharks proti St. Louis Blues, brankáři Artūrs Irbe)
- První asistence - 29. listopadu 1995 (St. Louis Blues proti Montreal Canadiens)

## Klubová statistika
| Sezóna       | Klub                    | Soutěž       |     | Základní část | Základní část | Základní část | Základní část | Základní část |   | Play off | Play off | Play off | Play off | Play off |
| Sezóna       | Klub                    | Soutěž       | Z   | G             | A             | B             | TM            | Z             | G | A        | B        | TM       |          |          |
| 1993/1994    | HC Chemopetrol Litvínov | ČHL          | 8   | 0             | 0             | 0             | 14            | —             | — | —        | —        | —        |          |          |
| 1994/1995    | Moose Jaw Warriors      | WHL          | 72  | 23            | 20            | 43            | 141           | 10            | 4 | 1        | 5        | 28       |          |          |
| 1994/1995    | Peoria Rivermen         | IHL          | —   | —             | —             | —             | —             | 6             | 0 | 2        | 2        | 2        |          |          |
| 1995/1996    | Moose Jaw Warriors      | WHL          | 7   | 0             | 4             | 4             | 34            | —             | — | —        | —        | —        |          |          |
| 1995/1996    | Prince Albert Raiders   | WHL          | 22  | 15            | 5             | 20            | 81            | 18            | 9 | 8        | 17       | 57       |          |          |
| 1995/1996    | Worcester IceCats       | AHL          | 5   | 2             | 0             | 2             | 4             | —             | — | —        | —        | —        |          |          |
| 1995/1996    | St. Louis Blues         | NHL          | 25  | 2             | 3             | 5             | 48            | —             | — | —        | —        | —        |          |          |
| 1996/1997    | Phoenix Roadrunners     | IHL          | 50  | 8             | 8             | 16            | 139           | —             | — | —        | —        | —        |          |          |
| 1996/1997    | Los Angeles Kings       | NHL          | 29  | 4             | 5             | 9             | 60            | —             | — | —        | —        | —        |          |          |
| 1997/1998    | Fredericton Canadiens   | AHL          | 29  | 10            | 10            | 20            | 93            | —             | — | —        | —        | —        |          |          |
| 1997/1998    | Los Angeles Kings       | NHL          | 25  | 0             | 3             | 3             | 55            | —             | — | —        | —        | —        |          |          |
| 1998/1999    | Los Angeles Kings       | NHL          | 3   | 0             | 0             | 0             | 6             | —             | — | —        | —        | —        |          |          |
| 1998/1999    | Chicago Blackhawks      | NHL          | 3   | 0             | 0             | 0             | 4             | —             | — | —        | —        | —        |          |          |
| 1998/1999    | Philadelphia Flyers     | NHL          | 48  | 0             | 3             | 3             | 80            | —             | — | —        | —        | —        |          |          |
| 1999/2000    | Philadelphia Phantoms   | AHL          | 12  | 1             | 0             | 1             | 12            | —             | — | —        | —        | —        |          |          |
| 1999/2000    | Essen Mosquitoes        | DEL          | 33  | 7             | 9             | 16            | 153           | —             | — | —        | —        | —        |          |          |
| 2000/2001    | Pelicans Lahti          | SM-l         | 54  | 15            | 13            | 28            | 121           | 3             | 0 | 0        | 0        | 4        |          |          |
| 2001/2002    | Tampereen Ilves         | SM-l         | 30  | 4             | 3             | 7             | 92            | —             | — | —        | —        | —        |          |          |
| 2001/2002    | IFK Helsinky            | SM-l         | 21  | 8             | 6             | 14            | 85            | —             | — | —        | —        | —        |          |          |
| 2002/2003    | IFK Helsinky            | SM-l         | 39  | 11            | 12            | 23            | 90            | 4             | 0 | 2        | 2        | 28       |          |          |
| 2003/2004    | IFK Helsinky            | SM-l         | 45  | 10            | 15            | 25            | 118           | 13            | 2 | 0        | 2        | 8        |          |          |
| 2004/2005    | IFK Helsinky            | SM-l         | 39  | 3             | 2             | 5             | 130           | —             | — | —        | —        | —        |          |          |
| 2005/2006    | HC Sparta Praha         | ČHL          | 27  | 5             | 6             | 11            | 81            | —             | — | —        | —        | —        |          |          |
| 2005/2006    | Jokerit Helsinky        | SM-l         | 23  | 4             | 3             | 7             | 87            | —             | — | —        | —        | —        |          |          |
| 2006/2007    | Leksands IF             | HAll         | 27  | 9             | 8             | 17            | 117           | —             | — | —        | —        | —        |          |          |
| 2007/2008    | Leksands IF             | HAll         | 36  | 6             | 15            | 21            | 171           | —             | — | —        | —        | —        |          |          |
| 2008/2009    | AaB Ishockey            | ML           | 45  | 6             | 9             | 15            | 177           | —             | — | —        | —        | —        |          |          |
| 2009/2010    | HC BENZINA Litvínov     | ČHL          | 45  | 6             | 9             | 15            | 177           | 5             | 3 | 1        | 4        | 37       |          |          |
| 2010/2011    | HC BENZINA Litvínov     | ČHL          | 43  | 4             | 4             | 8             | 58            | 10            | 2 | 1        | 3        | 46       |          |          |
| Celkem v NHL | Celkem v NHL            | Celkem v NHL | 133 | 6             | 14            | 20            | 253           | —             | — | —        | —        | —        |          |          |

## Reprezentace
| Rok                       | Tým                       | Soutěž                    | Z | G | A | B | TM |
| ------------------------- | ------------------------- | ------------------------- | - | - | - | - | -- |
| 1994                      | Česko 18                  | ME-18                     | 5 | 2 | 1 | 3 | 8  |
| Juniorská kariéra celkově | Juniorská kariéra celkově | Juniorská kariéra celkově | 5 | 2 | 1 | 3 | 8  |